# Cytheropteron howei
Cytheropteron howei är en kräftdjursart som beskrevs av H.S. Puri 1960. Cytheropteron howei ingår i släktet Cytheropteron och familjen Cytheruridae. Inga underarter finns listade i Catalogue of Life.